# Armando Peraza
Armando Peraza (ur. 30 maja 1924 w Hawanie, zm. 14 kwietnia 2014 w San Francisco) – kubański perkusista. Współpracował m.in. z takimi wykonawcami jak: George Shearing, Cal Tjader, Santana, Perez Prado, Beny More, Eric Clapton, Herbie Hancock, Eartha Kitt, Wes Montgomery, Peggy Lee, John McLaughlin, Harvey Mandel, Mongo Santamaria, Slim Gaillard, Chick Corea, Sadao Watanabee, Jaco Pastorius, Jerry Garcia, Merl Saunders oraz Linda Ronstadt.